# Преводачи без граници
„Преводачи без граници“ (TWB) е организация с нестопанска цел, целяща да предоставя преводачески услуги на хуманитарни нестопански организации. Създадена е през 2010 г. като сестринска организация на френската Traducteurs Sans Frontières, основана през 1993 г. от Лори Тик и Рос Смит-Томас. Към 2022 г. има над 100 000 доброволци. Целта на организацията е предоставяне на услуги, свързани с превод, на хуманитарни организации и организации за развитие по целия свят.
Някои от организациите, на които „Преводачи без граници“ оказва съдействие, са „Лекари без граници“, „Лекари на света“, УНИЦЕФ, Oxfam, Handicap International. Превеждат доклади, здравна информация и материали за реагиране при кризи за организации, реагиращи на извънредни ситуации в страни, като Бурунди, Либерия и Гърция. Организацията превежда над 10 милиона думи годишно.
На 15 юни 2017 г. TWB и The Rosetta Foundation (TRF) сключват споразумение за сливане, което е обявено на конференцията Localization World в Барселона.

## Работа с преводачи

### Платформа за превод Translators without Borders
През май 2011 г. ProZ.com създава онлайн платформа за автоматизиран превод за „Преводачи без граници“. Често онлайн платформата е наричана още работно пространство в контекста на организацията.
Работното пространство (ProZ.com) е ефективно за увеличаване на скоростта на превода. За сравнение, при ръчно одобрение на проектите, TWB работи върху 29 проекта с 37 000 думи текст в седем езикови двойки за девет различни организации. През януари 2012 г., седем месеца след завършването на работното пространство, организацията работи върху 183 проекта с 280 000 думи в 25 езикови двойки за 24 организации. През 2015 г. „Преводачи без граници“ съобщава, че е превела 7 милиона думи за 780 проекта на 214 хуманитарни организации. В началото на 2017 г. TWB надгражда своята платформа за превод, като добавя технология за машинен превод. Подобрената платформа е наречена Kató.

### Доброволци
„Преводачи без граници“ приема заявления за доброволческа работа от професионални преводачи и хора, които владеят поне един език, различен от своя роден език. Съществува опростен процес по кандидатстване за хора, притежаващи сертификати от Американската асоциация на преводачите, Lionbridge, ProZ.com Certified PRO или такива с квалификация MITI от Института за писмени и устни преводи. След сливането с The Rosetta Foundation в средата на 2017 г. TWB има над 26 000 доброволци.

## Проекти

### Проект Words of Relief
Words of Relief (WoR) е мрежа за превод при кризисни ситуации, която има за цел да подобри комуникацията, когато хуманитарните работници и засегнатото население не говорят един и същ език. Те отговарят за следното:
- Превод на ключови съобщения за кризата и/или бедствието на съответните езици и откритото им разпространение преди потенциални кризи.
- Изграждане на мрежа от преводачи по целия свят, които могат да превеждат от световни езици на регионални езици и които са обучени да помагат незабавно.
- Създаване на онлайн (и мобилно) приложение, което свързва преводаческия екип с хуманитарните работници и агрегаторите на данни, които се нуждаят от незабавна помощ (Words of Relief Digital Exchange – WORDE).[9]

Words of Relief стартира през януари 2014 г. до май 2015 г. в Найроби, Кения, като е съсредоточен върху суахили и сомалийски език. Приблизително 475 000 думи са преведени от различни източници.

Моделът Words of Relief е използван в отговор на няколко кризи по света, включително извънредната ситуация с ебола в Западна Африка и земетресението в Непал през 2015 г. Екипите за реагиране на арабски, персийски, гръцки, кюрдски и урду също осигуряват бърз превод за хуманитарните организации по бежанския маршрут в Европа. Екипи от професионални доброволци работят с партньори, за да преведат информацията от приемните центрове, фериботните стачки и здравна информация.

### Проектът HealthPhone
„Преводачи без граници“, в партньорство с Mother and Child Health and Education Trust в Индия, работи по проекта HealthPhone. Основан от Nand Wadhwani, Health Phone създава видеоклипове със съдържание на здравна тематика, които са предварително качени на телефони в цяла Индия и други страни, които говорят индо-арийски езици. Видеоклиповете обхващат теми като кърмене, недохранване, следродилни грижи и грижи за новородени и др.
Чрез преводачи към видеоклиповете се добавят субтитри, така че хора от всички части на Индия (и някои части на Африка), които не говорят езика на видеото, да могат да се учат от тях.

### Проектът Simple Words for Health
През 2014 г. с проекта Simple Words for Health (SWFH) е създадена база данни от 12 000 основни медицински термина, които са опростени и преведени на повече от 40 езика от квалифицирани лекари и обучени медицински преводачи.

### Уикипедия
През 2011 г. „Преводачи без граници“ започва инициатива за превод на медицински статии от Уикипедия на английски език на други езици. Целта е определени статии да бъдат преведени на всичките 285 езика, които Уикипедия поддържа.

## Критики
Присъствието на управляващи или притежаващи концерни е повод за конфликт на интереси в борда на директорите на „Преводачи без граници“. Сред посочените опасения са етично съмнителни практики, като използването на доброволчески неплатен труд за подобрението на машинния превод. Бейкър и Пирот[ неясно? ] определят като „проблематичен“ факта, че някои от участниците в проектите на организацията са „щедро платени“, докато тези, които се занимават с преводачески задачи, са „систематично приканвани да работят на доброволна основа“.